# Rebelión de Satsuma
La Rebelión de Satsuma (西南戦争 Seinan Sensō?,  lit. «guerra del Suroeste») fue una revuelta de exsamuráis de la provincia de Satsuma en Japón en contra del gobierno Meiji, liderada por Saigō Takamori y que tuvo lugar del 29 de enero al 24 de septiembre de 1877, nueve años después del inicio de la era Meiji. Fue la última y más importante de una serie de levantamientos armados contra el nuevo gobierno, la cual significó prácticamente la desaparición de los samuráis como clase social, en un país que, debido a los rápidos cambios políticos, sociales y culturales que sufría, ya no tenía cabida para ellos en la nueva sociedad que se formaba.

## Situación
A pesar de que el dominio de Satsuma había sido uno de los principales actores en la restauración Meiji y en la guerra Boshin, y aunque muchos hombres de Satsuma fueron elevados a posiciones de gran influencia en el nuevo gobierno Meiji, había un creciente descontento con la dirección que el país estaba tomando. El rápido proceso de adopción de rasgos e ideologías de la cultura occidental, sobre todo de potencias europeas (lo cual se conoce como «modernización» u «occidentalización») en el país significaba la abolición del privilegiado estatus social de la clase samurái, lo que había debilitado su posición financiera. Los cambios tan abruptos y masivos en la cultura japonesa, tales como la vestimenta, les resultaba a los samuráis una traición del jōi («expulsar a los bárbaros»), parte del sonnō jōi, que había servido para justificar la expulsión del shogunato Tokugawa.
Saigō Takamori, uno de los líderes más viejos en el gobierno Meiji que había apoyado las reformas en un principio, estaba particularmente preocupado por la creciente corrupción política (el lema de este movimiento rebelde era 新政厚徳, «Nuevo gobierno, Alta Moralidad»). Saigō, además, promovía fuertemente la guerra con Corea en el debate Seikanron de 1873. En cierto punto, se ofreció a visitar personalmente Corea y provocar un conflicto, comportándose de una forma tan insultante que los coreanos se vieran forzados a matarlo. Una guerra no solamente sería un aliciente al fortalecimiento del militarismo japonés, sino que restauraría la razón de existir de los samuráis. Cuando su plan fue rechazado, Saigō renunció a todos sus puestos gubernamentales como protesta y regresó a su pueblo natal Kagoshima, tal como hicieron otros exsamuráis de Satsuma que integraban las fuerzas militares y policíacas.

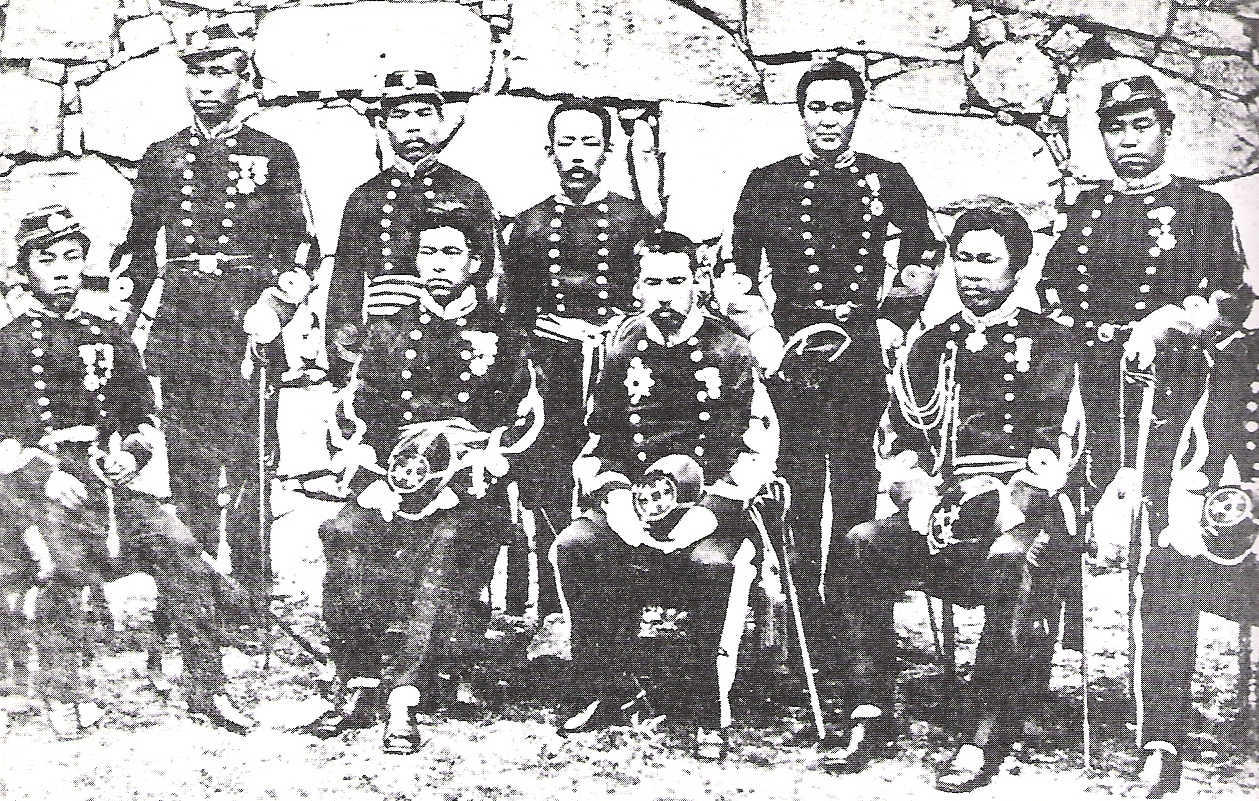
Soldados del Ejército Imperial Japonés en el castillo Kumamoto, que resistió el asedio de Saigō Takamori, 1877.

Para ayudar y darles trabajo a estos hombres, en 1874 Saigō estableció una academia privada en Kagoshima. Rápidamente se establecieron ciento treinta y dos sucursales en toda la prefectura. El «entrenamiento» que se les daba no era solamente académico: aunque se enseñaban los clásicos japoneses, todos los estudiantes recibían entrenamiento e instrucción en tácticas de guerra y se hacía hincapié en las tradiciones del bushidō. Saigō también fundó una academia de adiestramiento en el uso de artillería. Estas instituciones eran más organizaciones políticas paramilitares que escuelas de enseñanza, además de que gozaban del apoyo del gobernador de Satsuma, quien reclutaba samuráis para ocupar diversos puestos en oficinas gubernamentales. El apoyo hacia Saigō era tan fuerte, que Satsuma se había separado del gobierno central a finales de 1876.

## Preludio
Las noticias acerca de las academias de Saigō fueron recibidas con gran preocupación en Tokio. El gobierno acababa de enfrentar algunas pequeñas pero violentas revueltas de samuráis en Kyūshū, y el número de partidarios samuráis de la región de Satsuma liderados por el popular Saigō resultaba alarmante.
En diciembre de 1876, el gobierno Meiji mandó un policía llamado Nakahara Hisao junto con otros 57 hombres para investigar los reportes de dichas actividades subversivas. Los hombres fueron capturados y bajo tortura confesaron que eran espías que habían sido enviados a asesinar a Saigō. Aunque Nakahara negó posteriormente lo dicho bajo tortura, se extendió rápidamente la idea en Satsuma y se utilizó como justificación de que una rebelión era necesaria para poder «proteger a Saigō».
Temiendo una rebelión, el gobierno Meiji envió un barco de guerra para extraer las armas almacenadas en el arsenal de Kagoshima el 30 de enero de 1877. Irónicamente esto provocó un conflicto abierto, junto con la eliminación de los estipendios (pago en especie, arroz en este caso) que recibían los samuráis en 1877, la situación era demasiado tensa. Enfadados por las tácticas del gobierno, 50 estudiantes de la academia de Saigō atacaron el arsenal Someta y se llevaron las armas. En los siguientes tres días, más de mil estudiantes protagonizaron revueltas en los campos navales y otros arsenales.
Saigō fue persuadido de salir de su semirretiro para liderar la rebelión en contra del gobierno central.
En febrero de 1877, el gobierno Meiji despachó al oficial del Ministerio del Interior, Hayashi Tomoyuki, junto con el almirante Kawamura Sumiyoshi en el barco de guerra japonés Takao para que informaran exactamente cuál era la situación. El gobernador de Satsuma, Oyama Tsunayoshi, explicó que el levantamiento fue en respuesta al intento de asesinato por parte del gobierno contra Saigō, y pidió al almirante Kawamura (primo de Saigō) que bajara a tierra para ayudar a calmar la situación. Cuando Oyama se había retirado, una flotilla de barcos pequeños cargada con hombres armados intentó abordar el Takao por la fuerza pero fueron repelidos. El día siguiente Hayashi le declaró a Oyama que no permitiría a Kawamura descender a tierra, pues la situación era sumamente inestable, además de que el ataque al Takao constituía un acto de lesa majestad. A su regreso a Kōbe el 12 de febrero, Hayashi se encontró con el general Yamagata Aritomo y con Itō Hirobumi, donde se decidió que la Armada Imperial Japonesa tenía que ser mandada a Kagoshima para prevenir que la revuelta se esparciera a otras áreas del país simpatizantes con Saigō. Ese mismo día, Saigō se reunió con sus lugartenientes Kirino Toshiaki y Shinohara Kunimoto y anunció su intención de marchar a Tokio para entrevistarse con el gobierno. Rechazando una gran cantidad de voluntarios, nunca intentó contactar a otros dominios para que lo apoyaran, ni tampoco dejó tropas en Kagoshima para proteger su base en caso de ataque. Para revestir su partida con aire de legalidad, Saigō utilizó su uniforme. Cuando marchaban hacia el norte, él y su ejército fueron sorprendidos por la nevada más fuerte registrada en Satsuma de los últimos 50 años.

## La guerra del Suroeste

### Sitio del Castillo Kumamoto

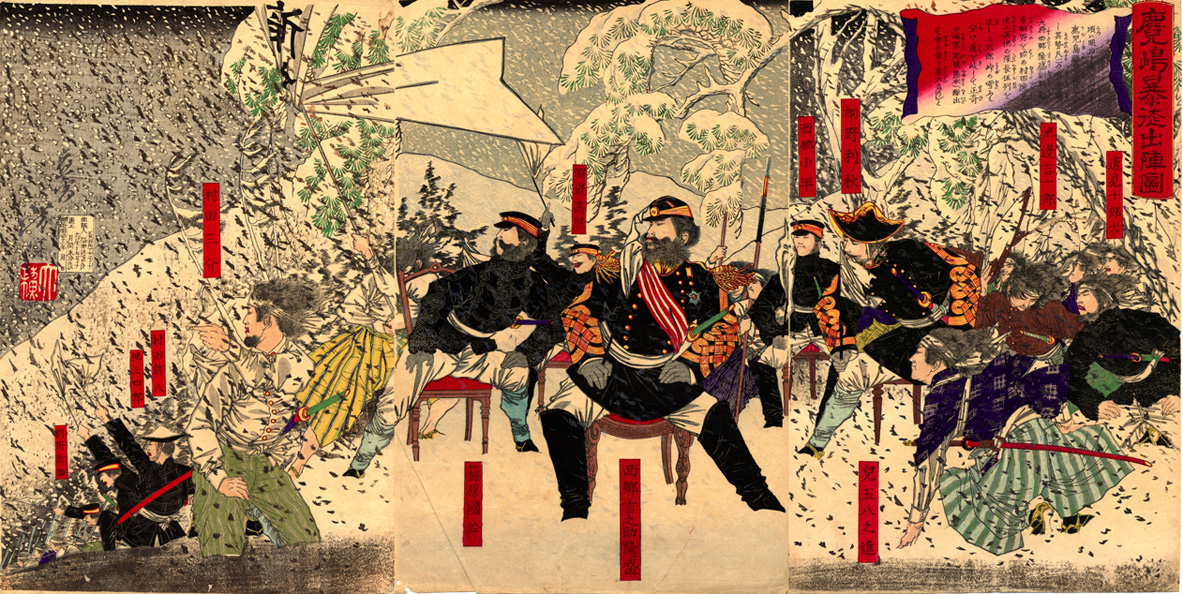
Ukiyo-e por Yoshitoshi

El 14 de febrero la avanzada arribó a la prefectura de Kumamoto. El general Tani Tateki, alcaide del castillo Kumamoto, tenía tres mil ochocientos soldados y seiscientos policías a su disposición. Sin embargo, muchos de sus hombres eran de Kyūshū y abundaban los nativos de Kagoshima, por lo que su lealtad estaba en entredicho. En lugar de arriesgarse a sufrir deserciones o traiciones, Tani decidió permanecer a la defensiva.

Esquema de la contienda.

El 19 de febrero a las 13:15 horas se hicieron los primeros disparos por parte de los defensores del castillo Kumamoto, al momento en que unidades de Satsuma intentaban forzar la entrada al castillo. El castillo Kumamoto, construido en 1598, era considerado uno de los más inexpugnables de Japón. Saigō confiaba en que sus fuerzas serían suficientes para vencer a los reclutas de Tani, que estaban desmoralizados por la reciente rebelión Shinpūren.
El 22 de febrero, llegó el ejército principal de Satsuma, que atacó el castillo Kumamoto en un movimiento de pinza. La batalla continuó hasta la noche. Las fuerzas imperiales se retiraron, y el mayor Nogi Maresuke del 14.º Regimiento de Kokura perdió el estandarte del regimiento durante la feroz lucha. Sin embargo, aun con el triunfo, el ejército de Satsuma no pudo tomar el castillo y sus jefes se dieron cuenta de que los reclutas no eran tan deleznables como habían asumido en un principio. Después de dos días de infructuoso asalto, las fuerzas de Satsuma cavaron alrededor del castillo y trataron de asediarlo. La situación era desesperada para los defensores, pues sus reservas de alimentos y municiones casi se habían consumido debido a un incendio en su almacén que se originó casi al tiempo que comenzó la rebelión.
Durante el asedio, muchos de los exsamuráis de Kumamoto desertaron al bando de Saigō, que gracias a ellos llegó a disponer de unos veinte mil hombres. Mientras tanto, el 9 de marzo Saigō, Kirino y Shinohara fueron despojados de sus cargos y títulos, mientras que Saigō aseguraba que no era un traidor, sino que solo buscaba eliminar las malas influencias de consejeros equivocados y corruptos que perjudicaban al emperador.
La noche del 8 de abril, fuerzas del castillo Kumamoto hicieron una salida y abrieron una brecha en las líneas de Satsuma que permitió que las tan esperadas provisiones llegaran a la fortaleza. El principal contingente del Ejército Imperial, bajo las órdenes del general Kuroda Kiyotaka, al que acompañaba en calidad de ayudante el general Yamakawa Hiroshi, llegó a Kumamoto el 12 de abril; esto determinó que las tropas de Satsuma, que ahora estaban en completa desventaja numérica, huyeran.

### Batalla de Tabaruzaka
El 4 de marzo el general del Ejército Imperial, Yamagata, ordenó un ataque frontal a Tabaruzaka, cercano a Kumamoto, lo que derivó en una lucha de ocho días de duración. Tabaruzaka estaba defendido por unos quince mil samuráis de Satsuma, Kumamoto y Hitoyoshi, que se enfrentaron a la 9.ª Brigada de infantería del Ejército Imperial (cerca de noventa mil hombres).

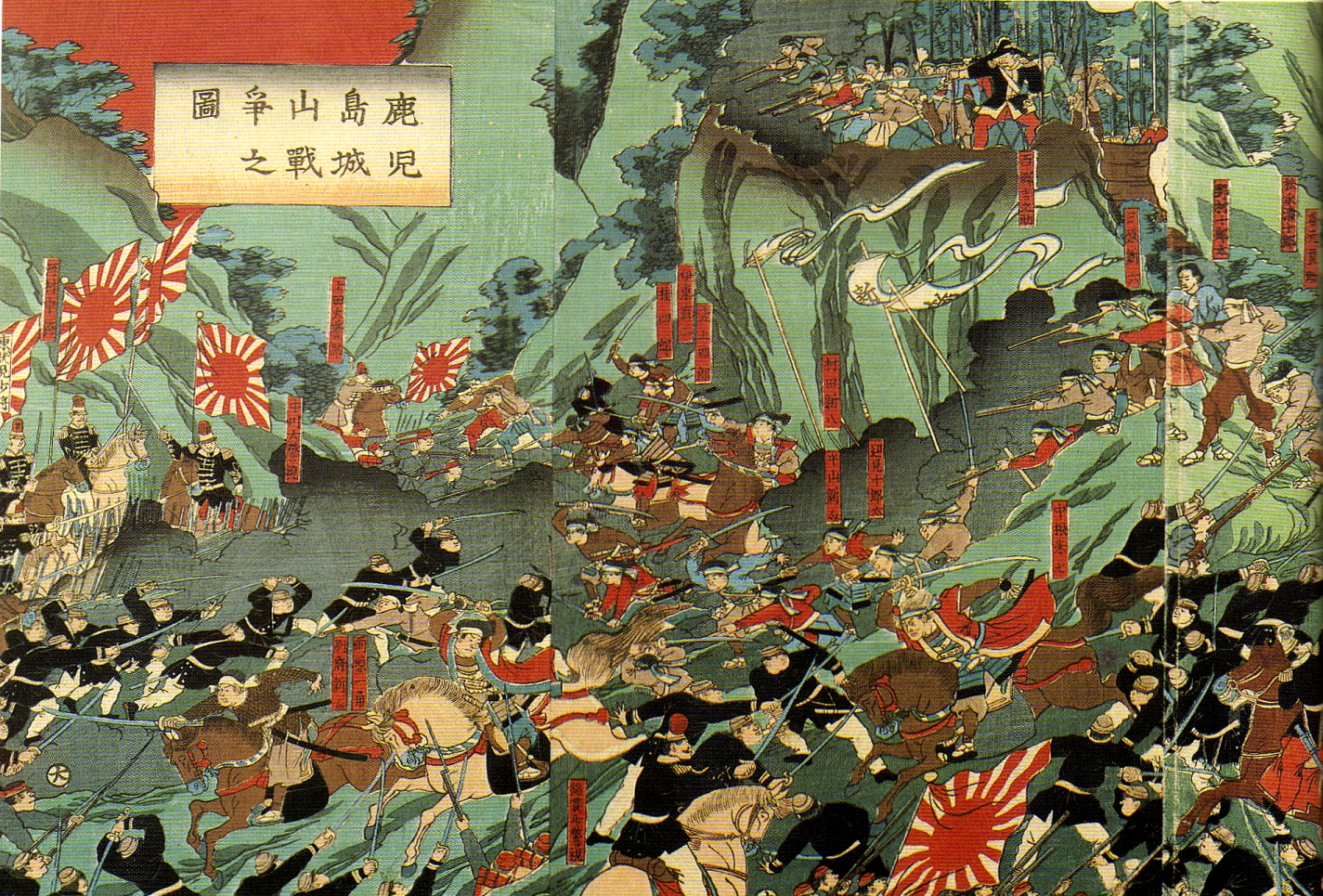
Batalla de Shiroyama

Ya avanzada la batalla, Saigō escribió una carta privada al príncipe Arisugawa, haciendo hincapié en sus razones para ir a Tokio. Su carta indicaba que no estaba comprometido con la rebelión. Trató de llegar a un acuerdo pacífico, pero el Gobierno se negó a negociar.
Para privar a Saigō de su base de operación, un contingente imperial compuesto de tres barcos de guerra, quinientos policías y varias compañías de infantería desembarcó en Kagoshima el 8 de marzo, sitió los arsenales y se llevó detenido al gobernador de Satsuma.
Yamagata también desembarcó con dos brigadas de infantería y mil doscientos policías detrás de las líneas rebeldes, para acometer la retaguardia del enemigo desde la bahía de Yatsushiro. Las fuerzas imperiales desembarcaron con pocas bajas y después avanzaron hacia el norte; el 19 de marzo sitiaron la ciudad de Miyanohara. Después de recibir los refuerzos (los imperiales contaban ya con cuatro mil hombres), atacaron la retaguardia del ejército de Satsuma y la obligaron a retroceder.
La campaña de Tabaruzaka fue una de las más intensas en toda la guerra. Las fuerzas imperiales se erigieron victoriosas. Los dos bandos sufrieron copiosas bajas; cada uno tuvo más de cuatro mil, entre muertos y heridos.

### Retirada de Kumamoto

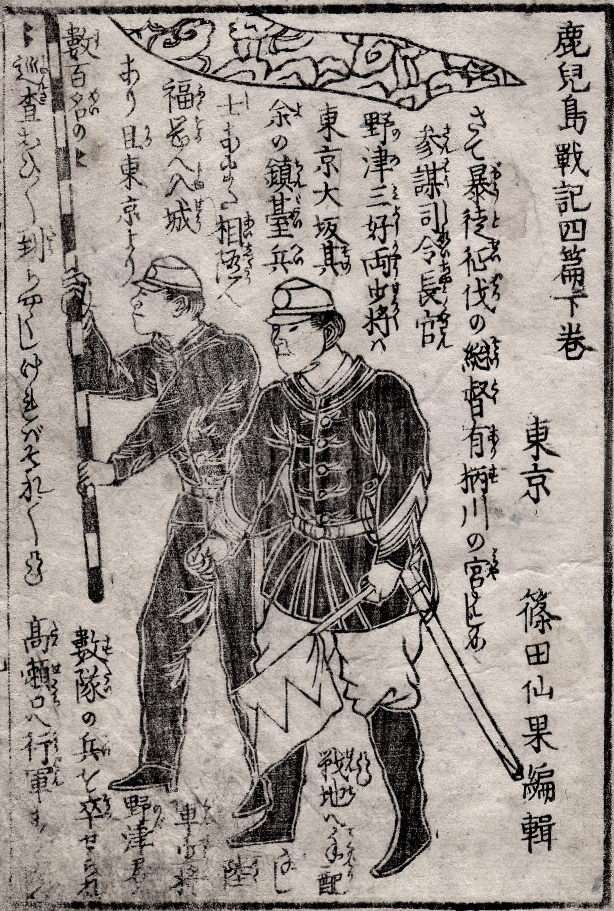
Soldados del Ejército Imperial japonés durante la rebelión de Satsuma

Después de fracasar en la toma de Kumamoto, Saigō dirigió a sus hombres en una marcha de siete días a Hitoyoshi. La moral se encontraba en niveles sumamente bajos, y sin ningún tipo de estrategia, los rebeldes se atrincheraron en espera de la nueva ofensiva del Ejército Imperial. Sin embargo, este se hallaba debilitado, por lo que el choque se retrasó algunas semanas mientras las tropas gubernamentales se reforzaban. Cuando la ofensiva se reanudó, Saigō se retiró a Miyazaki, dejando en el camino algunos pequeños grupos de samuráis para hostigar al enemigo mediante guerra de guerrillas.
El 24 de julio, el Ejército Imperial obligó a Saigō a abandonar Miyakonojō seguido por Nobeoka. Las tropas desembarcaron en Ōita y en Saiki al norte del ejército de Saigō, que quedó cercado mediante una maniobra de pinza. Pese a ello, el ejército de Satsuma pudo escapar. El 17 de agosto, este había quedado reducido a tres mil combatientes y había perdido la mayor parte de sus armas modernas y su artillería.
Los rebeldes supervivientes hicieron frente a los soldados imperiales en la base de la montaña Enodake, pero pronto fueron vencidos y se rindieron. Determinado a no dejar escapar a los rebeldes nuevamente, Yamagata mandó un contingente siete veces superior al número de soldados con los que aún contaba el enemigo. La mayoría de los combatientes restantes se rindieron o cometieron seppuku. Sin embargo, Saigō quemó sus papeles personales y su uniforme militar el 19 de agosto, y huyó a Kagoshima con los pocos hombres que le quedaban. A pesar de los esfuerzos de Yamagata por detenerlos, en siete días Saigō y sus quinientos seguidores alcanzaron Kagoshima (1 de septiembre) y asediaron Shiroyama, de la que se apoderaron.

### Batalla de Shiroyama

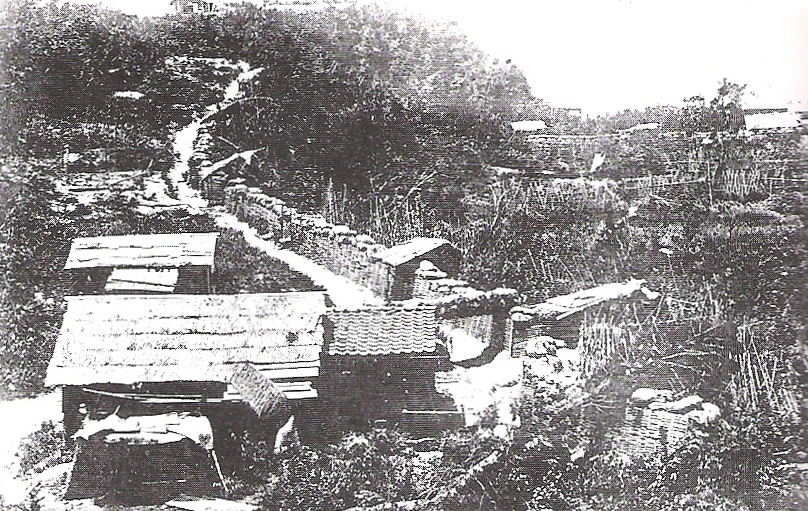
Ejército Imperial Japonés rodeando Shiroyama. Fotografía de 1877.

Los ejércitos imperiales obligaron a Saigō y sus samuráis a retornar a Kagoshima, donde se libró el combate final: la batalla de Shiroyama.
Las tropas del Ejército Imperial mandadas por el general Yamagata Aritomo y los marinos al mando del almirante Kawamura Sumiyoshi eran sesenta veces más numerosos que las fuerzas de Saigō. A pesar de esto, Yamagata estaba decidido a no darles ninguna posibilidad de vencer. Las tropas imperiales pasaron siete días construyendo y elaborando sistemas de presas, muros y obstáculos para evitar que se escaparan nuevamente. Los cinco barcos de guerra se unieron a la artillería de Yamagata en el bombardeo de las posiciones de los rebeldes. Después de que Saigō rechazara una carta en la que le solicitaba que se rindiese, Yamagata ordenó un ataque frontal el 24 de septiembre de 1877. Para las 6 de la mañana, solo cuarenta rebeldes estaban aún con vida. Saigō estaba gravemente herido. La leyenda cuenta que uno de sus seguidores, Beppu Shinsuke, actuó como kaishakunin y ayudó a Saigō a cometer seppuku antes de que pudiera ser capturado por los imperiales. Sin embargo, se sabe que no fuese así. Saigō murió por herida de bala y después fue decapitado por Beppu para preservar su dignidad.
Después de la muerte de Saigō, Beppu y los últimos samuráis que todavía quedaban en pie alzaron sus espadas y arremetieron cuesta abajo contra las posiciones imperiales; las ametralladoras Gatling acabaron con todos. Estas muertes marcaron el fin de la rebelión de Satsuma.

## Después de la rebelión

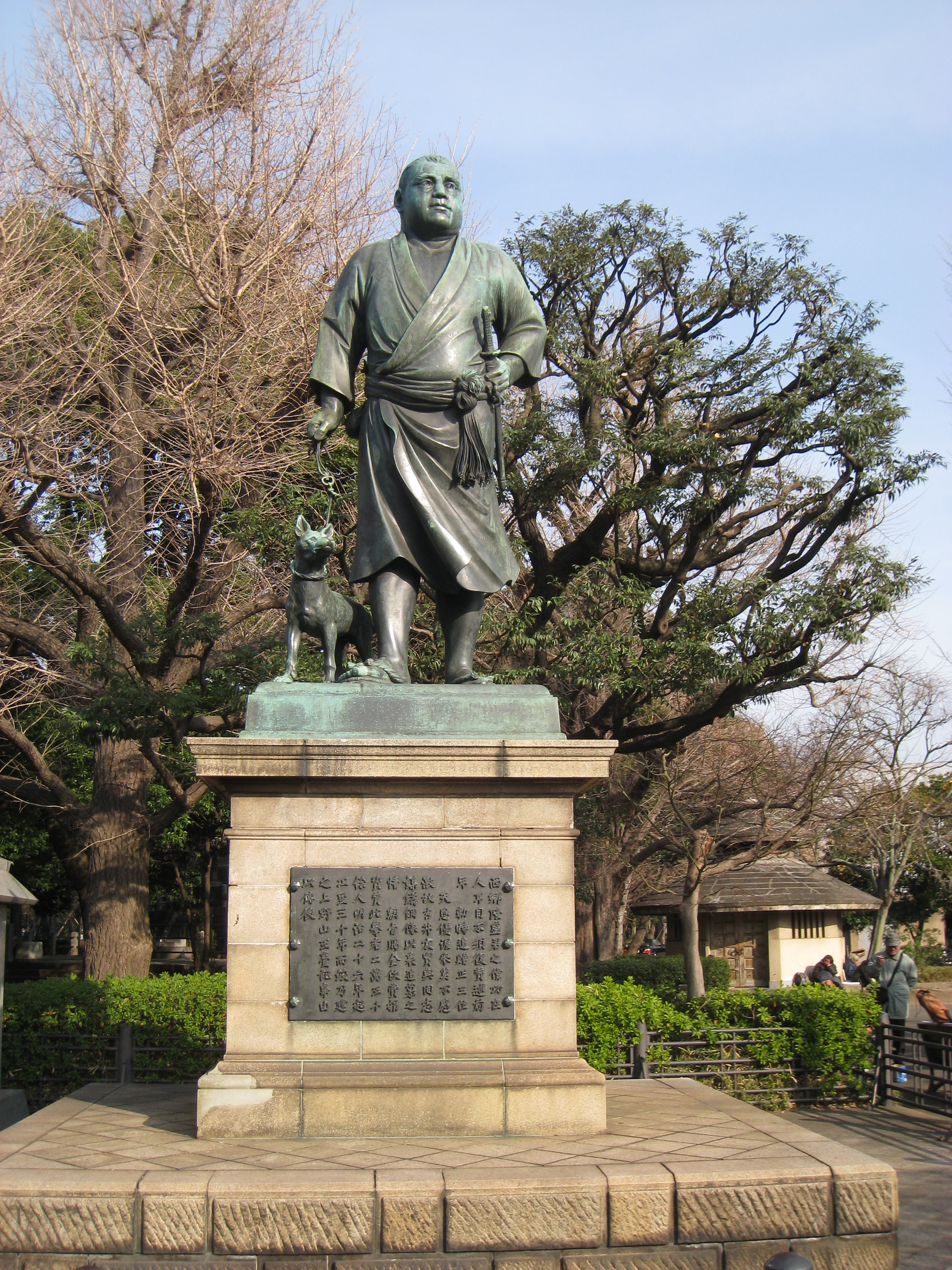
Estatua de Saigō Takamori, en el Parque Ueno, Tokio

Financieramente, aplastar la rebelión de Satsuma supuso un altísimo costo al Gobierno y obligó a Japón a abandonar el patrón oro e imprimir papel moneda. La rebelión también resultó efectiva para terminar con la clase samurái, al demostrar la valía en combate del nuevo Ejército Imperial formado solo por reclutas que no pertenecían a la antigua clase marcial.
La gente declaró a Saigō Takamori héroe trágico el 22 de febrero de 1889. El emperador Meiji perdonó a Saigō post-mortem en 1891.

## El orden de la batalla

### Organización de las fuerzas imperiales
Al iniciarse la rebelión de Satsuma, el Ejército Imperial Japonés —incluyendo la Guardia Imperial— contaba con unos treinta y cuatro mil hombres aproximadamente. La infantería de línea estaba dividida en catorce regimientos de tres batallones cada uno. Cada batallón consistía en cuatro compañías. En tiempos de paz, cada compañía contaba con aproximadamente ciento sesenta soldados y treinta y dos oficiales y suboficiales. Durante la guerra, cada compañía aumentaba de dotación hasta los doscientos cuarenta soldados. Un batallón constaba de seiscientos cuarenta hombres en tiempos de paz y teóricamente novecientos sesenta hombres en tiempos de guerra. Estaban armados con rifles Snider, los cuales podían efectuar seis disparos por minuto aproximadamente. Había dos regimientos de caballería y uno de la caballería de la Guardia Imperial. Ilustraciones contemporáneas muestran que estaban armados con lanzas.
La artillería imperial consistía en dieciocho baterías divididas en nueve batallones, con ciento veinte hombres por batería en tiempos de paz. Durante la guerra, la artillería de montaña tenía una fuerza nominal de ciento sesenta hombres por batería y ciento treinta artilleros de campaña por batería. La artillería consistía en cien piezas, incluyendo cañones de dieciséis libras, cañones Krupp de varios calibres y morteros.
La Guardia Imperial —en su mayoría exsamuráis— tenía siempre su dotación completa. Su infantería estaba dividida en dos regimientos de dos batallones cada uno. Un batallón consistía en seiscientos setenta y dos hombres. El regimiento de caballería lo componían ciento cincuenta hombres. El batallón de artillería estaba dividido en dos baterías de ciento treinta hombres cada una.
Japón estaba dividido en seis distritos militares: Tokio, Sendai, Nagoya, Osaka, Hiroshima y Kumamoto, con dos o tres regimientos de infantería, más artillería y tropas auxiliares, asignados a cada distrito. Además del ejército, el Gobierno central utilizó infantes de marina y policías de Tokio en las acciones bélicas de Satsuma. Los policías (entre trescientos y seiscientos) eran casi en su totalidad exsamuráis (paradójicamente muchos oriundos de Satsuma) y estaban armados solo con tonfas de madera y espadas (la policía japonesa no portó armas de fuego hasta la revuelta del arroz de 1918). Durante el conflicto, el Gobierno utilizó un promedio de trescientas veintidós mil balas y mil proyectiles de artillería diarios.

### Organización de las fuerzas de Satsuma
Los samuráis de Satsuma originalmente estaban organizados en seis batallones de dos mil hombres cada uno. Cada batallón estaba dividido en diez compañías de doscientos soldados. Durante la marcha al castillo Kumamoto, el ejército se organizó en tres grupos: la vanguardia, de cuatro mil hombres; el cuerpo principal, con otros tantos; y la retaguardia, con dos mil soldados. Había además doscientos artilleros y mil doscientos trabajadores. En abril de 1877, Saigō reorganizó el ejército en nueve unidades de infantería de entre trescientos cincuenta y ochocientos hombres cada una.
Los samuráis estaban armados con rifles Enfield Modelo 1853, que podían disparar aproximadamente un tiro por minuto. Su artillería consistía en veintiocho cañones de montaña, dos cañones de campaña y treinta morteros.
Aunque el ejército de Satsuma no tenía caballería, algunos oficiales como Saigō montaban a caballo.